# Aluminium (Messe)

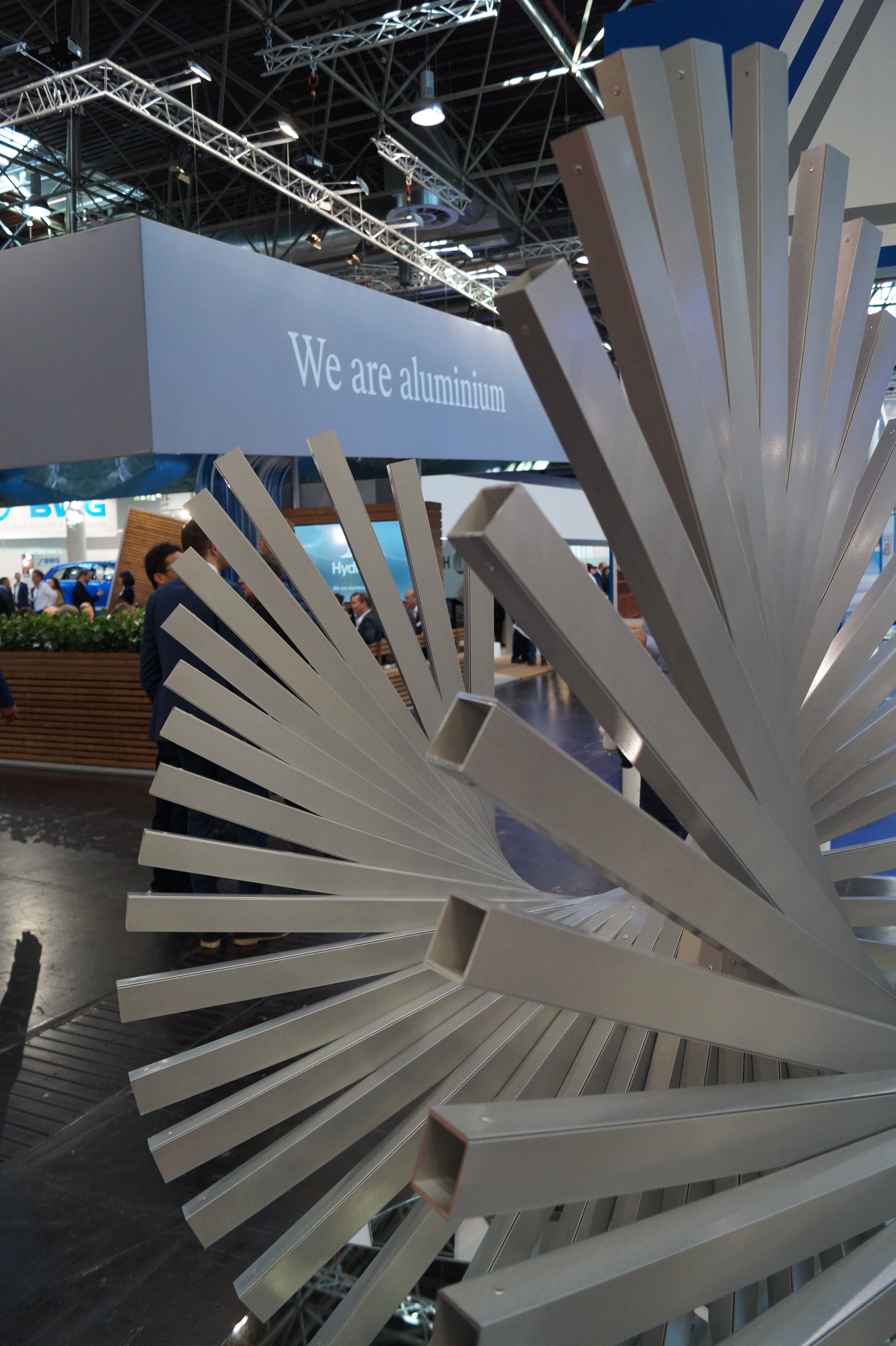
Aluminium 2018 Weltmesse & Kongress

Die Aluminium (Eigenschreibweise: ALUMINIUM, Untertitel: Weltmesse & Kongress) ist die eine Messe der Aluminiumindustrie und findet alle zwei Jahre auf dem Gelände der Messe Düsseldorf statt. Veranstaltet wird sie von der Reed Exhibitions Deutschland GmbH.

## Zahlen und Fakten

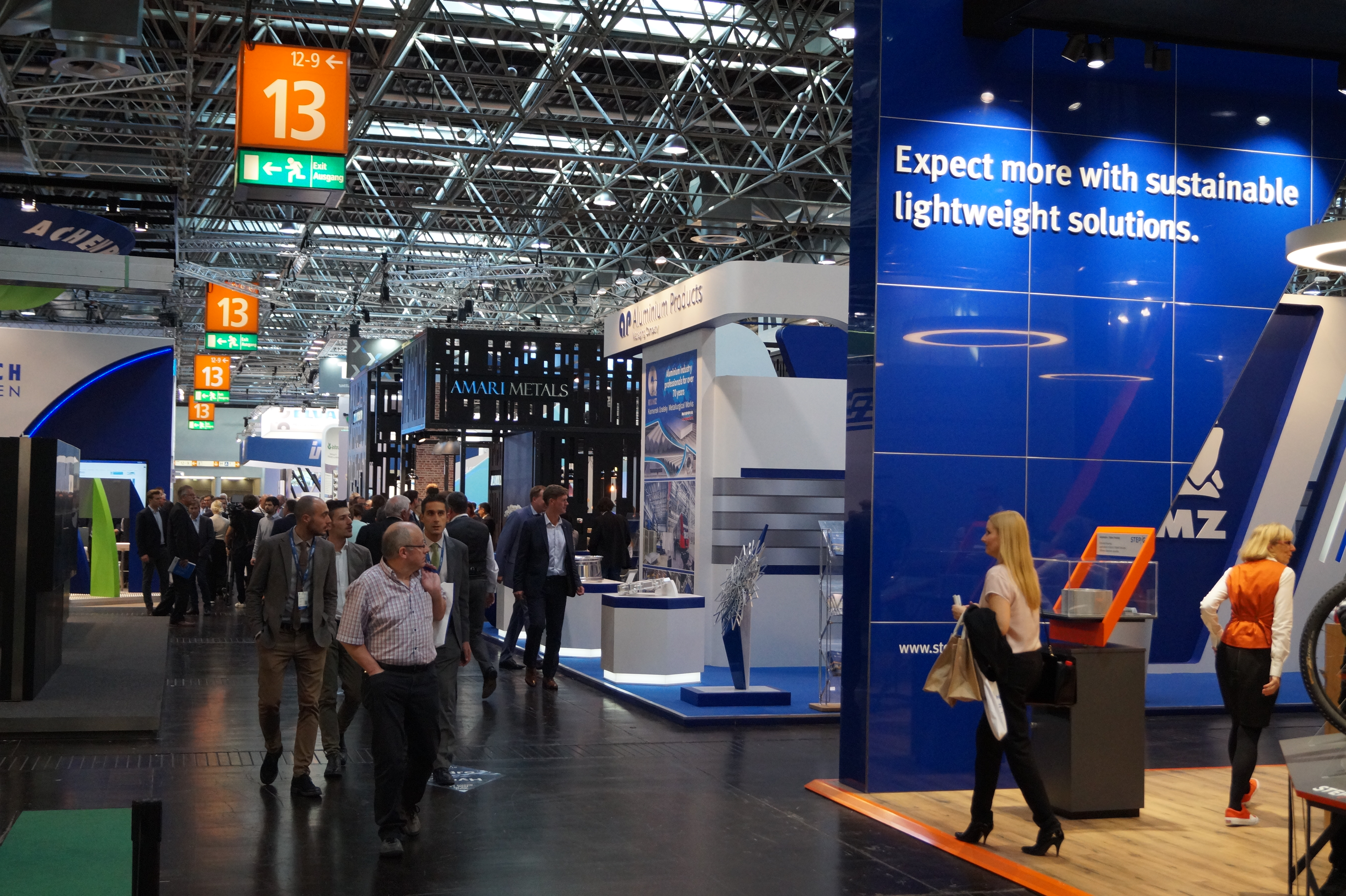
Aluminium 2018 Weltmesse & Kongress

Die ALUMINIUM findet alle zwei Jahre in der Messe Düsseldorf, Deutschland, statt. Auf rund 78.000 m² vermittelt die Messe drei Tage lang einen Überblick über die weltweite Aluminiumbranche.
| Jahr | Besucher | Aussteller |
| ---- | -------- | ---------- |
| 2002 | 12.359   | 529        |
| 2004 | 13.525   | 601        |
| 2006 | 15.270   | 685        |
| 2008 | 16.886   | 873        |
| 2010 | 17.200   | 872        |
| 2012 | 21.508   | 907        |
| 2014 | 24.000   | 930        |
| 2016 | 24.748   | 992        |
| 2018 | 24.148   | 971        |

Anmerkung: Die Besucher-, Aussteller- und Flächenzahlen dieser Messe werden nach den einheitlichen Definitionen der Gesellschaft zur Freiwilligen Kontrolle von Messe- und Ausstellungszahlen (FKM) ermittelt und zertifiziert.

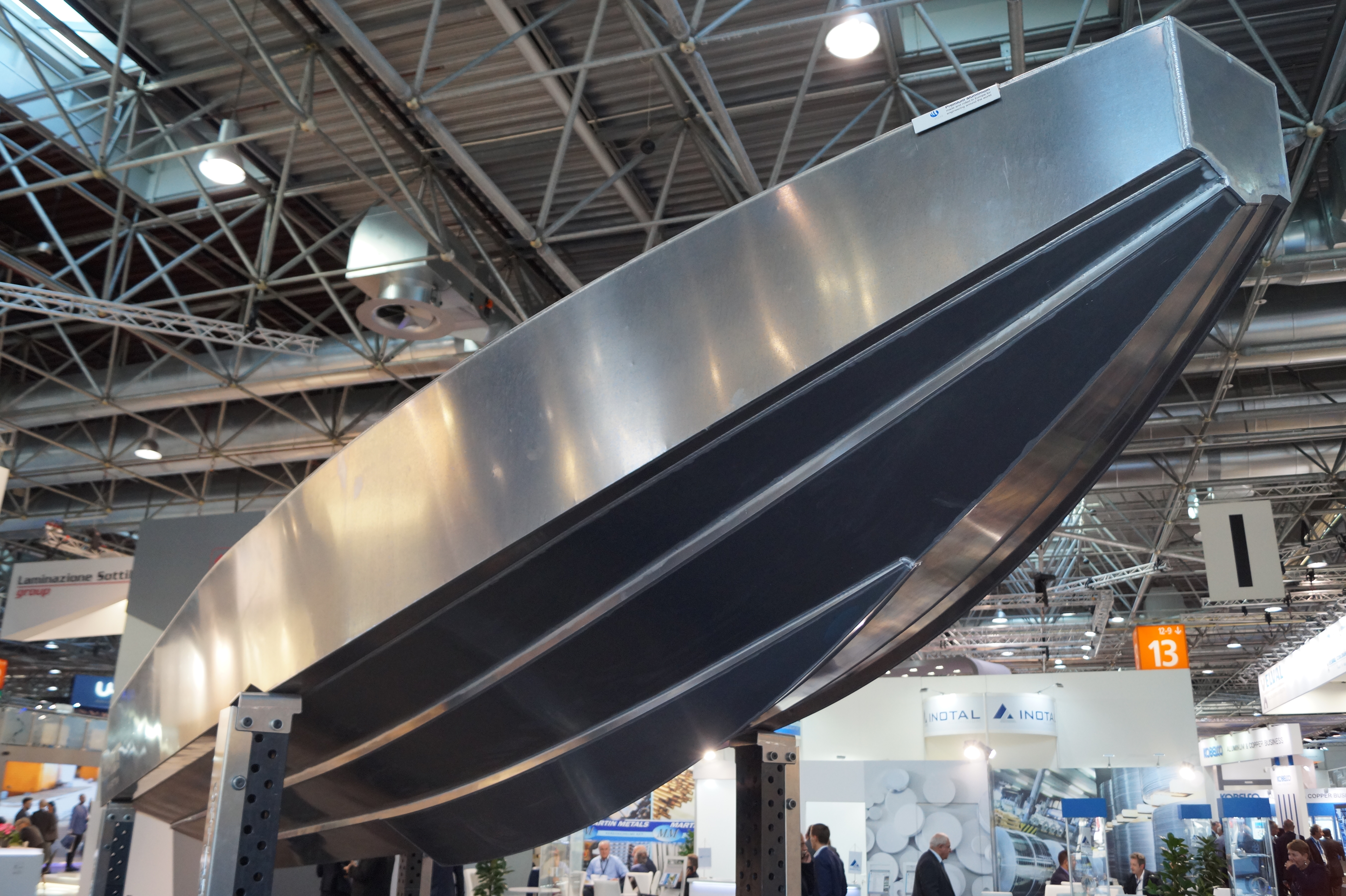
Aluminiumboot

Folgende Themen werden auf der Messe präsentiert:
- Rohstoffe, Hüttenerzeugnisse, Halbzeuge, Halbfabrikate
- Aluminiumerzeugnisse für bestimmte Anwendungsbereiche
- Oberflächenbehandlung
- Leichtmetallhandel und Recycling
- Anlagen, Maschinen, Ausrüstung und Hilfsmittel für die Aluminiumgewinnung, -verarbeitung und -veredelung, Lohnarbeiten
- Dienstleistungen, Beratung, Gutachten, Information
- Informationen, Weiterbildung, Sonstiges

## Zielgruppe
Die Aluminium-Messe ist Treffpunkt für Aluminiumhersteller, Verarbeiter, Anbieter von Technologien und Ausrüstungen für die Produktion, Weiterverarbeitung und Veredelung. Die Messe ist die weltweit führende B2B-Plattform für die Aluminiumindustrie und ihre wichtigsten Anwendungsbereiche. Gezeigt wird die  Wertschöpfungskette vom Rohmaterial über Halbzeuge und fertige Produkte bis zu Maschinen, Anlagen, Zubehör und Oberflächenbehandlung.

## Internationale Ableger
Inzwischen findet die Aluminium auch in Indien, im mittleren Osten, China und Brasilien statt.
| Messe                 | Datum                | Ort                                                               | Aussteller                          |
| --------------------- | -------------------- | ----------------------------------------------------------------- | ----------------------------------- |
| Aluminium Brazil      | April 2016           | Centro de Exposições Imigrantes, Sao Paulo, Brazil                | 160 Aussteller aus knapp 30 Ländern |
| Aluminium China       | 9.–11. Juli 2014     | SNIEC – Shanghai, New International Expo Centre, Shanghai         | 450 Aussteller aus 30 Ländern       |
| Aluminium Middle East | 14.–16. April 2015   | DICEC – Dubai International Convention & Exhibition Centre, Dubai | 200 Aussteller aus 30 Ländern       |
| Aluminium India       | 7.–9. September 2015 | Bombay Exhibitions Centre, Mumbai                                 | 150 Aussteller aus 20 Ländern       |

## Ideelle Träger
Die Messe wird von Aluminium Deutschland (früherer Name Gesamtverband der Aluminiumindustrie) und von European Aluminium (früherer Name European Aluminium Association) unterstützt.

## Geschichte
Die  Gründung der Aluminium erfolgte 1997.
Der Umzug von Essen nach Düsseldorf, der von 2010 auf 2012 erfolgte, brachte eine von rund vier Prozent mehr Ausstellern, 20 Prozent mehr Fläche und ein Plus von 23 Prozent bei der Zahl der Besucher.

### 2016
Die Aluminium (11. Weltmesse & Kongress) fand vom 29. November bis 1. Dezember 2016 auf 78.000 m² (Bruttofläche) statt. Die Veranstalter rechneten mit 1.000 Ausstellern und 27.000 Besuchern. Die fünf Schwerpunktthemen (Metallbe- und verarbeitung / Fügetechnologie / Automation, Ofenbau / Guss / Wärmebehandlung, Primärproduktion / Recycling, Oberflächenbehandlung und Halbzeuge) verteilten sich auf 6 Hallen. Für die Vortragsreihe ALUMINIUM FORUM konnten Referenten aus der Industrie und Wissenschaft gewonnen werden, darunter Josef Feikus. Der European Aluminium Award wurde zum 10. Mal vergeben.

### 2018
Die Aluminium (12. Weltmesse & Kongress)  fand vom 9. bis 11. Oktober 2018 statt.

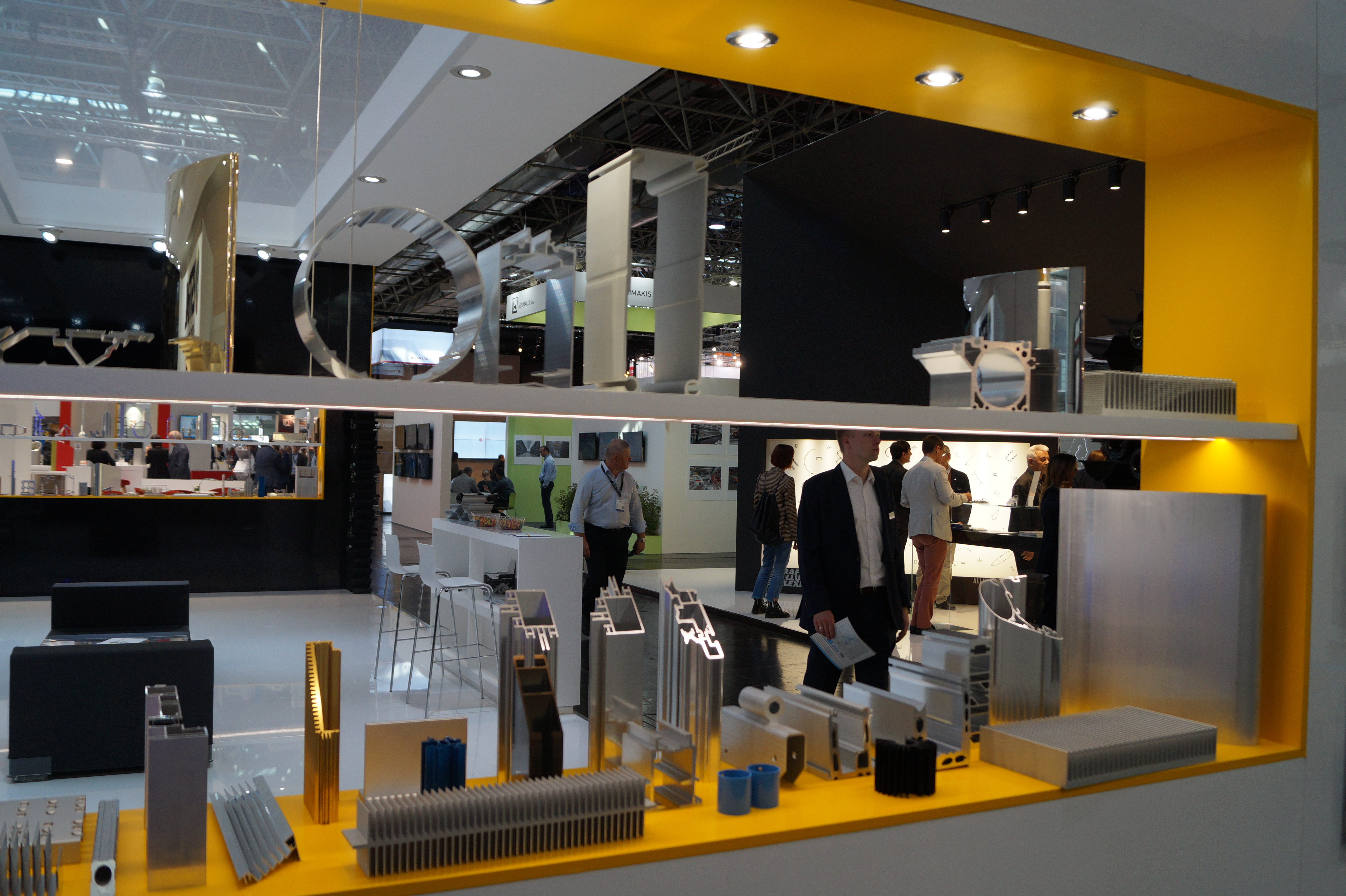
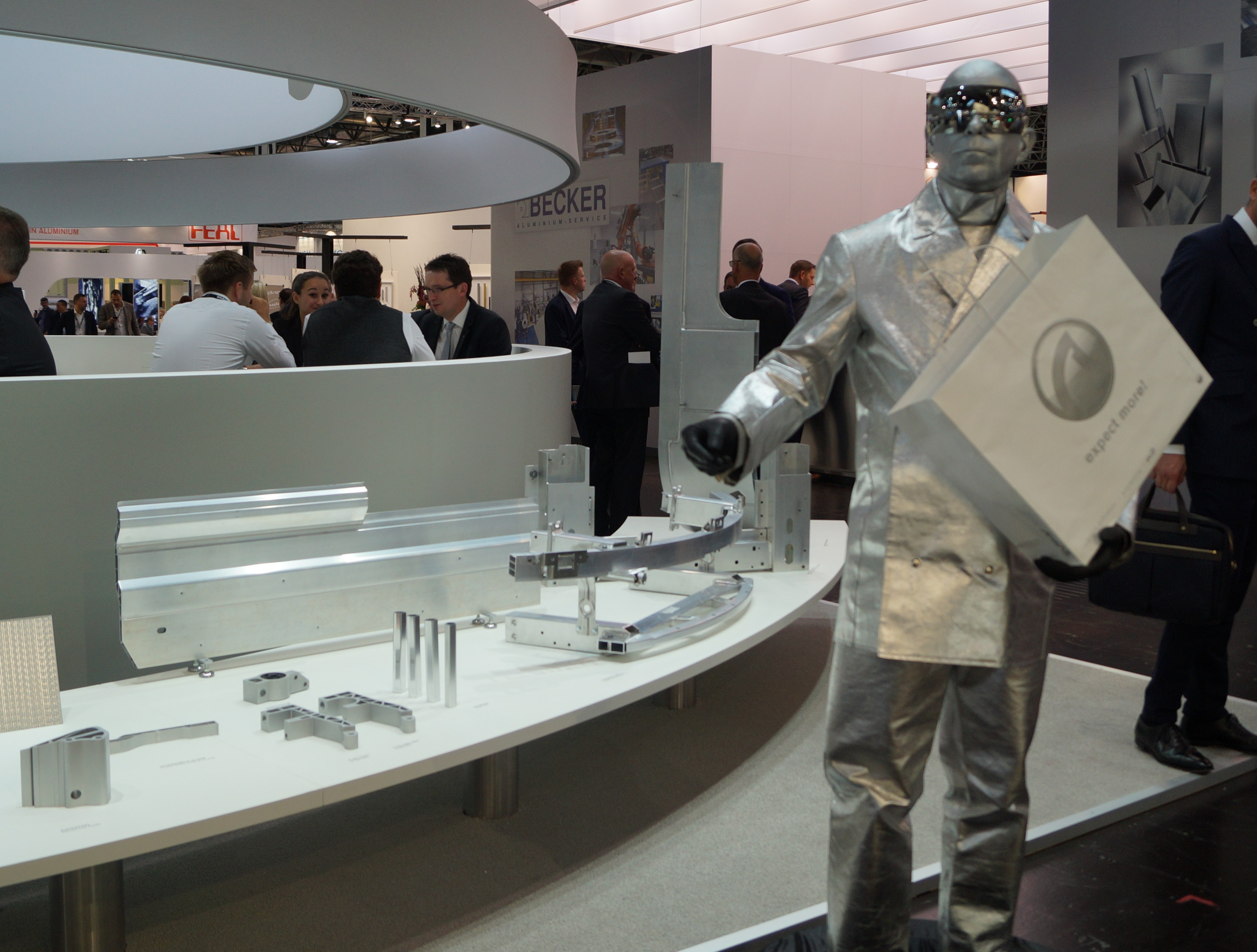
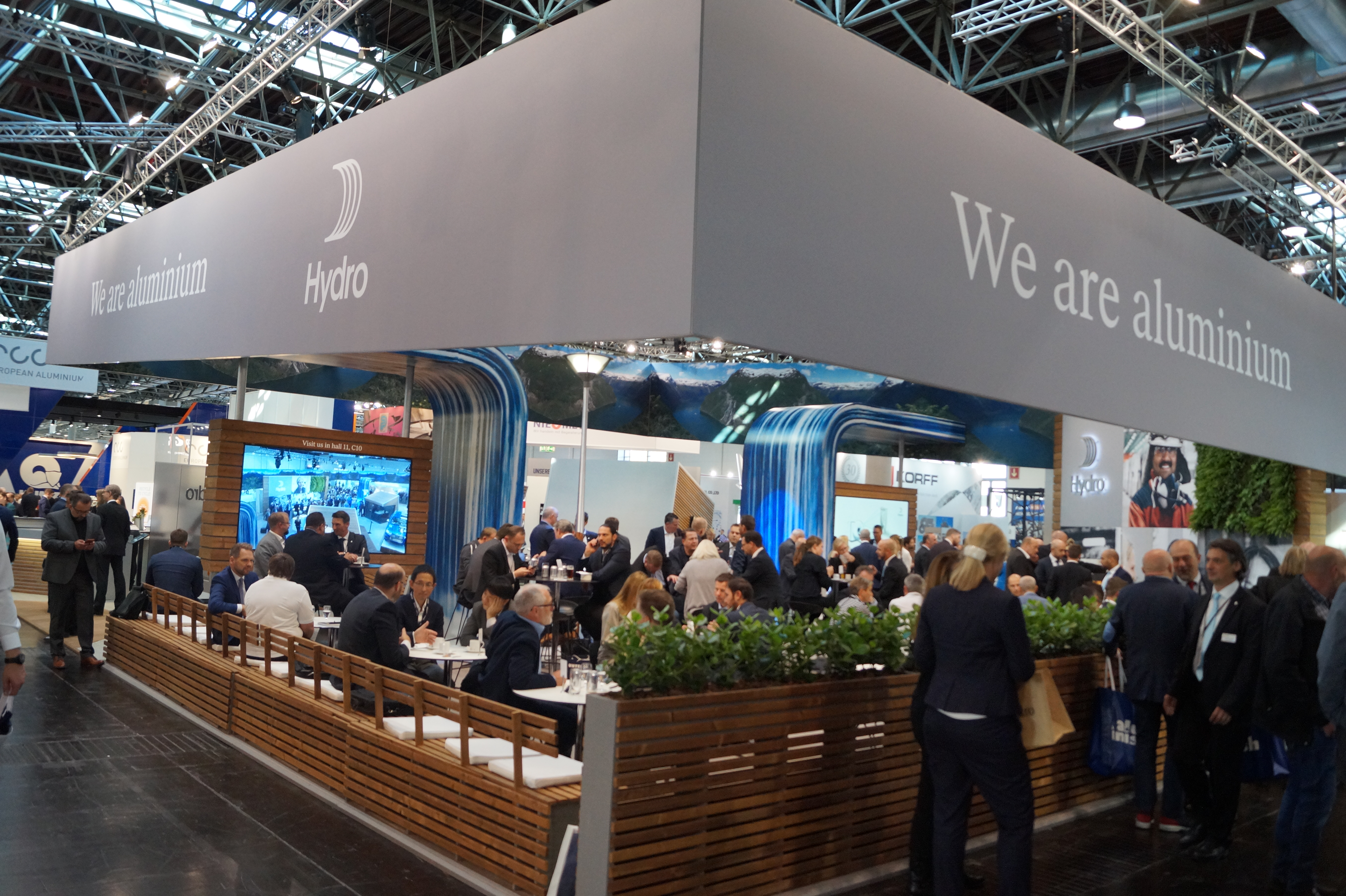
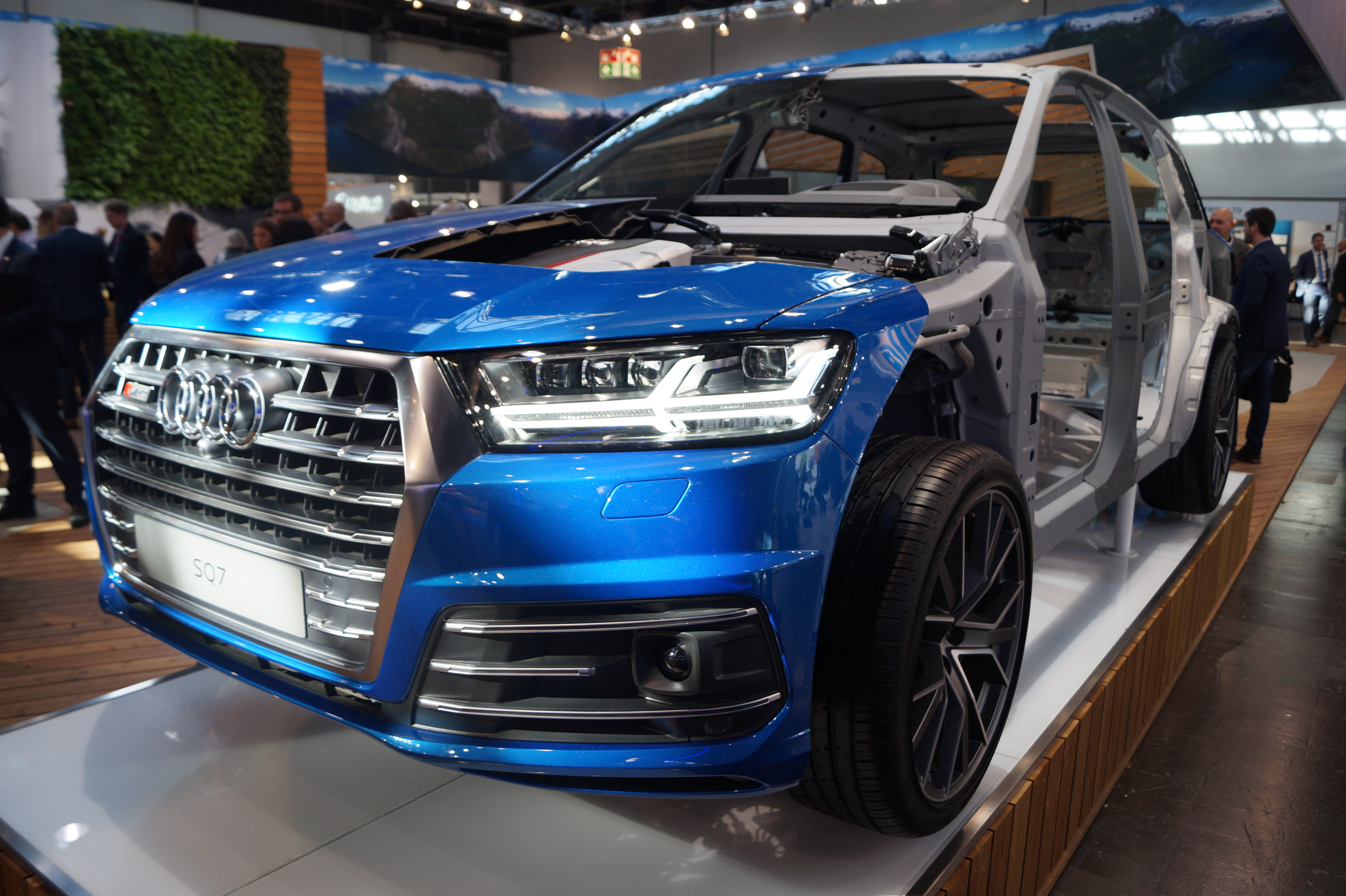
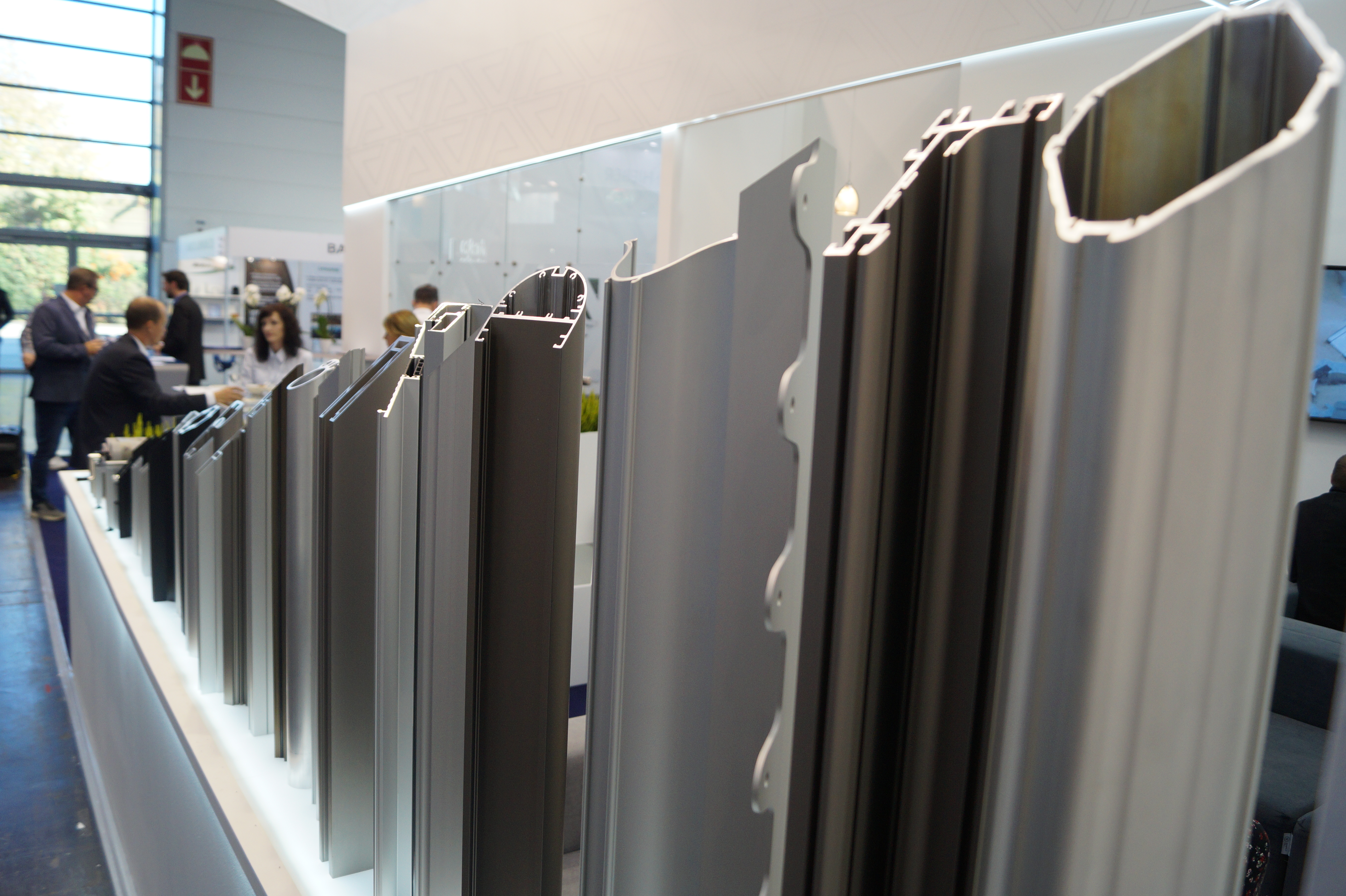

### 2024
Die Aluminium fand vom 8. bis 10. Oktober 2024 statt.

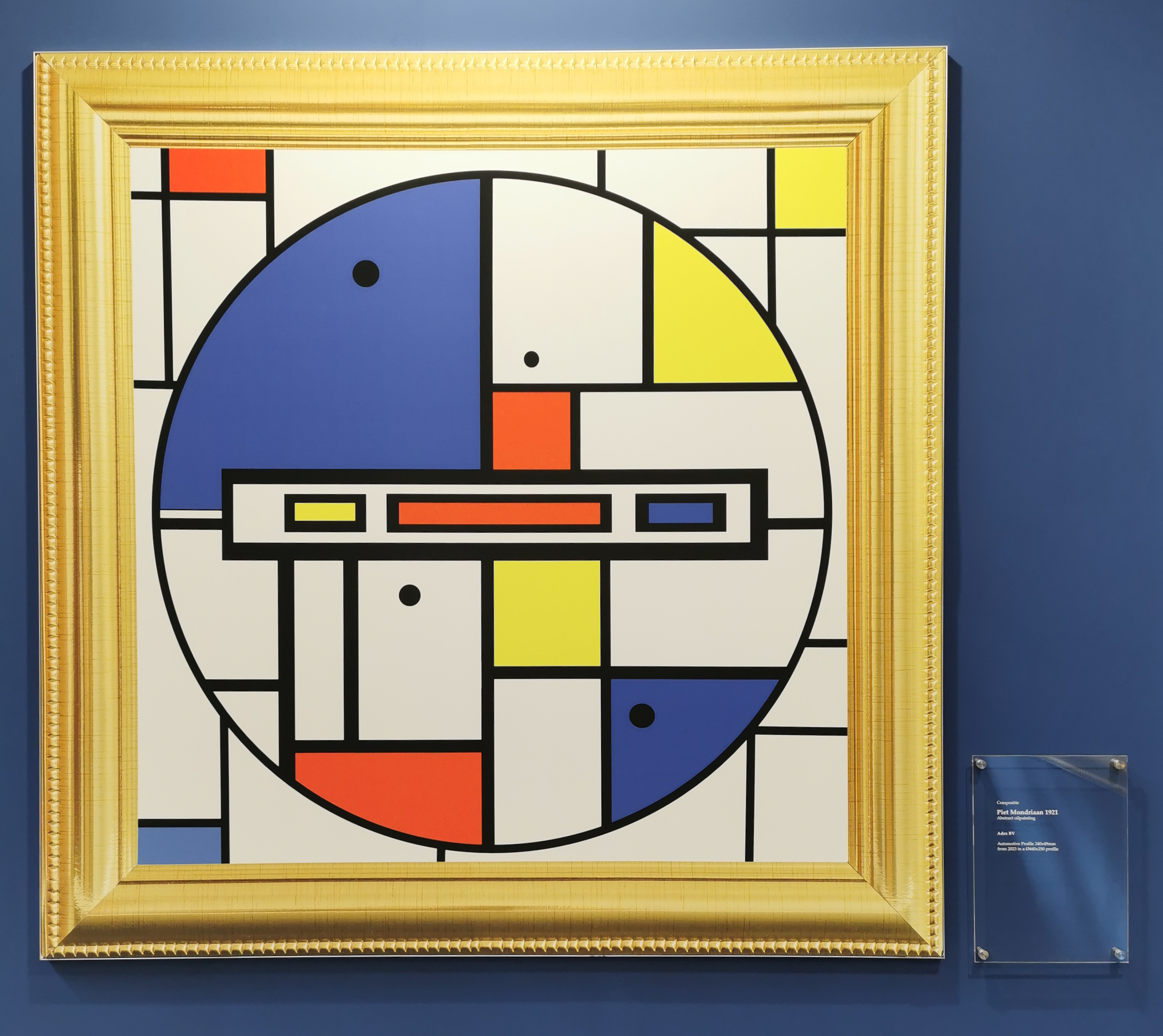
ADEX on Piet Mondrian
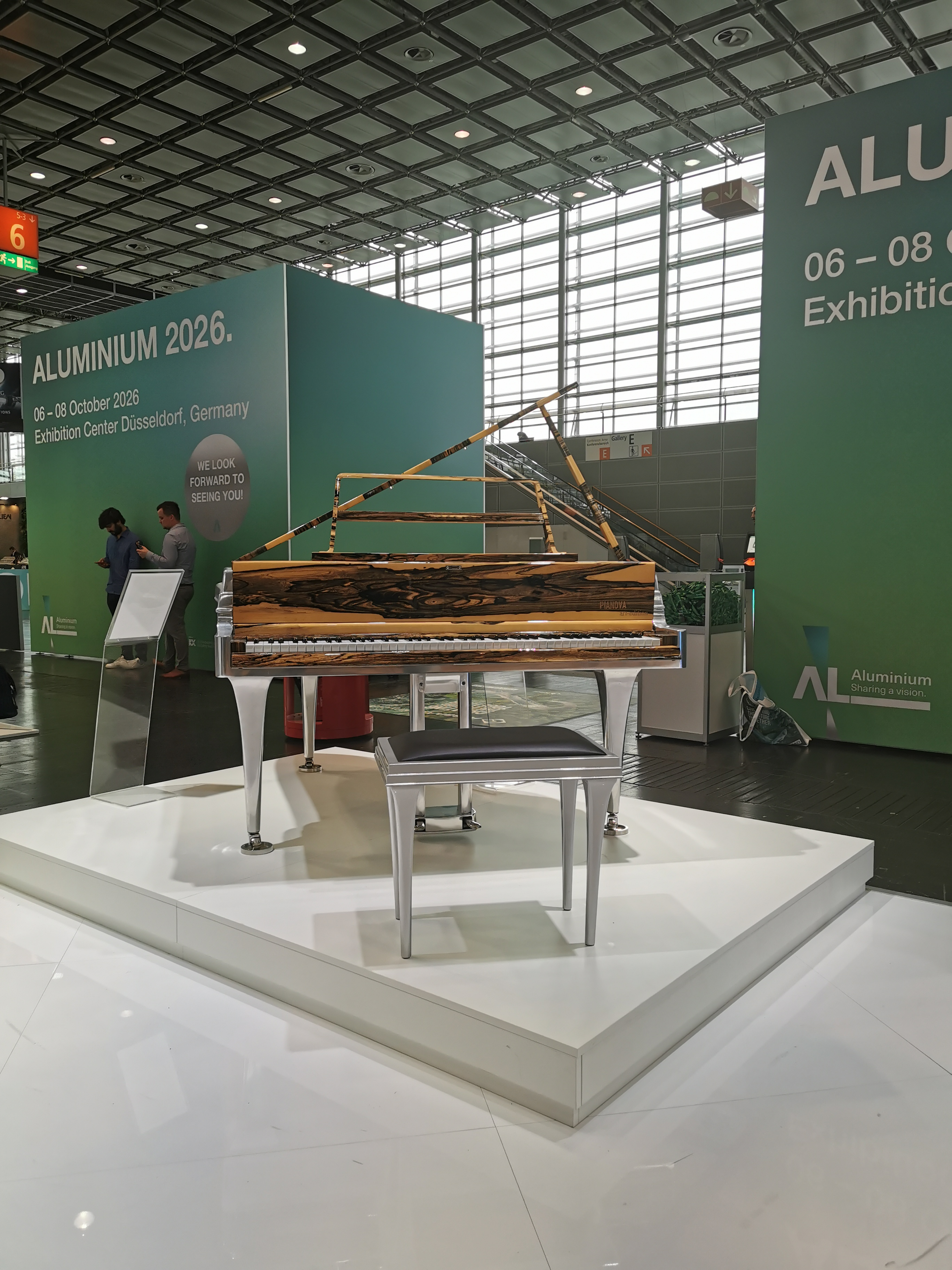
Alcoa Aluminium Piano
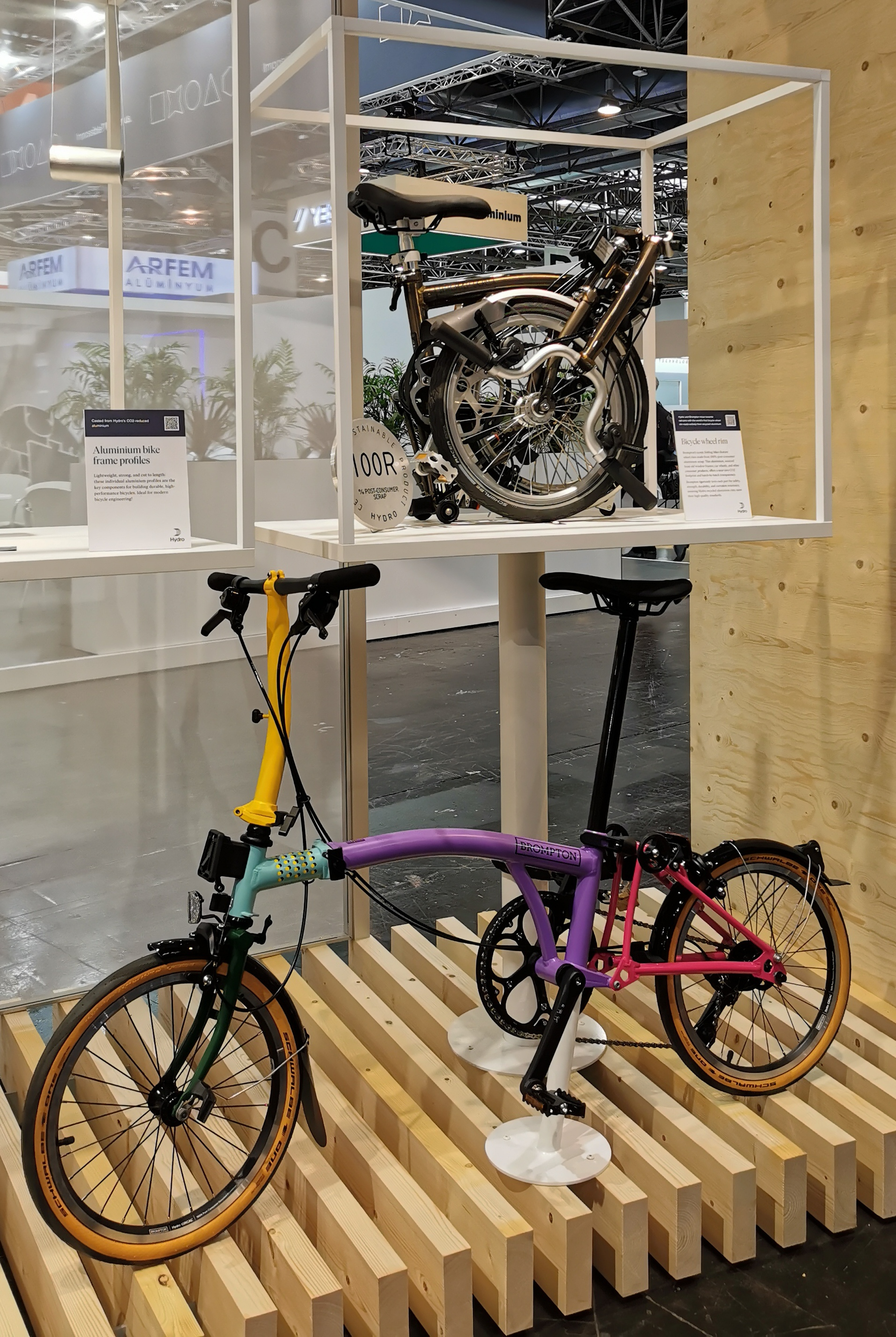
Norsk-Hydro-Räder aus recycelten Aluminium
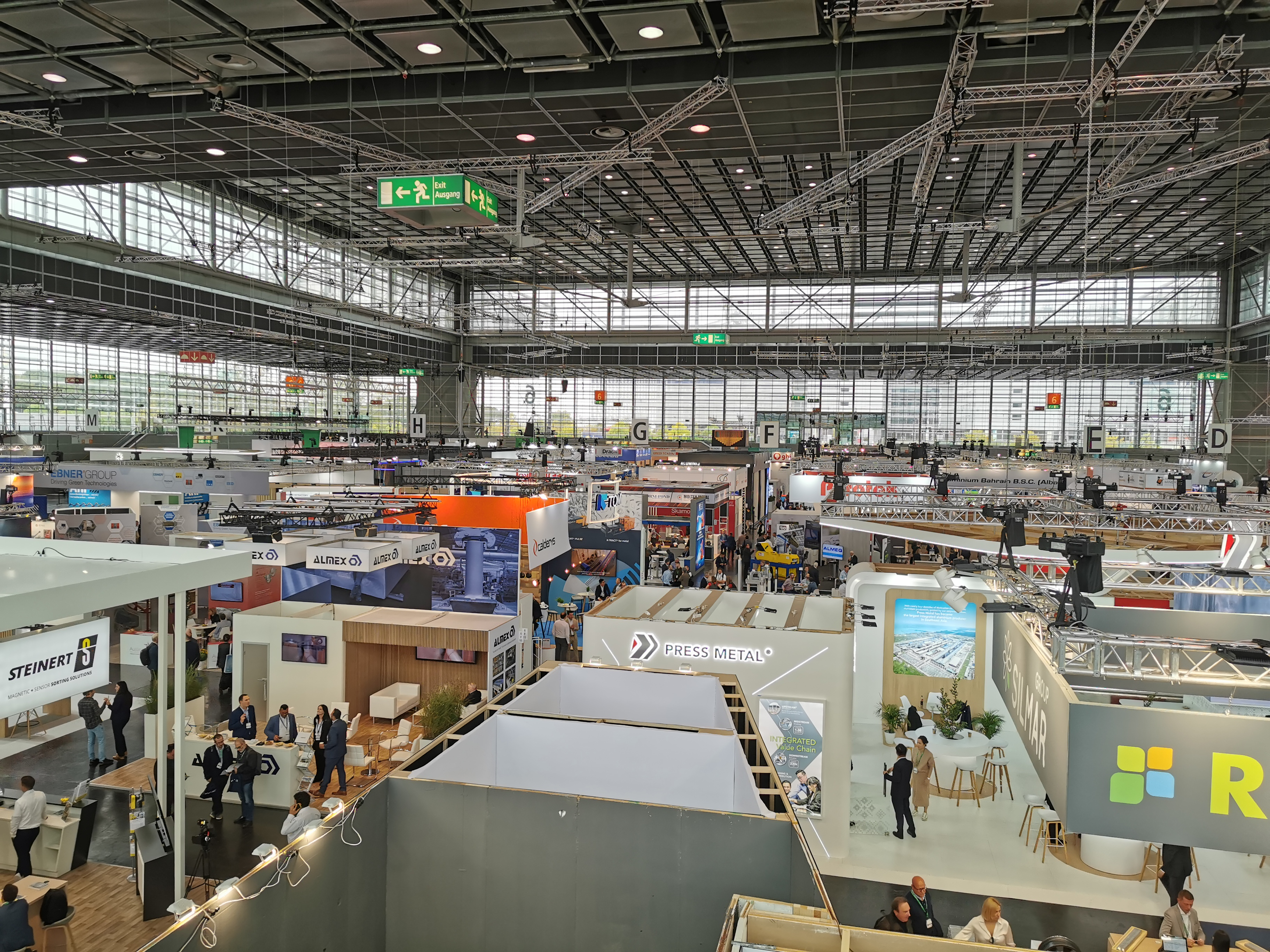
Halle 6